# Masaaki Kaneko
Masaaki Kaneko (n. 8 iulie 1940, Ashikaga, Japonia) este un luptător ce a reprezentat Japonia, medaliat olimpic. A participat la o ediție a Jocurilor Olimpice (1968) în care a câștigat o medalie de aur.